# Jose P. Laurel
José Paciano Laurel y García (ur. 9 marca 1891 w Tanauan, zm. 6 listopada 1959 w Manili) – filipiński prawnik, publicysta, pisarz i działacz polityczny, prezydent Filipin podczas II wojny światowej.

## Życiorys
Uczył się w szkole podstawowej w Tanauan, a po jej ukończeniu w szkole średniej w Manili. W 1915 ukończył studia prawnicze na Uniwersytecie Filipin. Następnie w 1920 obronił pracę doktorską z nauk prawniczych w Yale Law School. Przed powrotem na Filipiny w 1921 ukończył także kursy prawnicze na Oxford University i na uniwersytecie w Paryżu.
Po powrocie do ojczyzny został urzędnikiem w komitecie zajmującym się kodyfikacją prawa filipińskiego. Poznał wówczas szefa komitetu, Amerykanina Thomasa A. Streeta, przyszłego sędziego Sądu Najwyższego, który stał się jego mentorem.
Po zrobieniu doktoratu zaczął pracować jako podsekretarz w Departamencie Spraw Wewnętrznych. W 1922 został sekretarzem (ministrem) spraw wewnętrznych. Popadł jednak w konflikt z amerykańskim generalnym gubernatorem Leonardem Woodem, w związku z czym w 1923 wraz z innymi członkami rządu ustąpił z zajmowanego stanowiska. Otworzył swoje biuro prawnicze.
W 1925 wybrano go do Senatu. Wybory w 1931 okazały się jednak dla niego przegrane. W 1935 został z kolei wybrany jako delegat do Konwencji Konstytucyjnej. 29 lutego 1936 został przewodniczącym Sądu Najwyższego. W 1941 na krótko został sekretarzem sprawiedliwości w rządzie.
Po ataku Japończyków na Pearl Harbor na Hawajach 7 grudnia 1941, udający się na emigrację do USA prezydent Manuel L. Quezon polecił Jose P. Laurelowi pozostać w kraju. Było to też związane z jego dobrymi stosunkami z wieloma oficjelami japońskimi (otrzymał w 1938 doktorat honorowy od Uniwersytetu Tokijskiego, a jego syn studiował w Imperialnej Akademii Wojskowej w Tokio).
W dniu 8 grudnia 1941 Japończycy zaatakowali Filipiny, przejmując kontrolę nad krajem na początku stycznia 1942. Władzę objęła kolaboracyjna Filipińska Komisja Wykonawcza z Jose B. Vargasem na czele. Jose P. Laurel z jej nadania objął funkcję komisarza sprawiedliwości, a następnie spraw wewnętrznych.
5 czerwca 1943, podczas gry w golfa w Mandaluyong, został postrzelony przez członków ruchu oporu. Dwóch spośród nich zostało szybko schwytanych i zabitych przez Kempeitai. Natomiast trzeci został ranny i znalazł się w szpitalu. Japończycy chcieli, aby Jose P. Laurel rozpoznał go, ale ten zasłonił się niepamięcią.
25 października 1943 został on wybrany na prezydenta Drugiej Republiki Filipińskiej w wyniku zwołania przez Japończyków Zgromadzenia Narodowego. Kilka dni później wraz z Jose B. Vargasem i Benigno Aquino seniorem poleciał do Tokio, gdzie złożył wizytę cesarzowi Japonii i premierowi Hideki Tōjō.
Kiedy wojska amerykańskie wylądowały na Filipinach jego gabinet został przeniesiony do Japonii, gdzie Jose P. Laurel pozostawał krótko po zakończeniu wojny. W 1946 powrócił na Filipiny, po czym na rozkaz gen. Douglasa MacArthura został aresztowany i oskarżony o kolaborację z Japończykami. Postawiono mu zarzut zdrady państwa, ale został on anulowany w wyniku proklamacji amnestii ogłoszonej w 1948 przez prezydenta Manuela Roxasa.
W 1949 Jose P. Laurel startował w wyborach prezydenckich, ale przegrał. W 1951 dostał się do Senatu z ramienia Partii Nacjonalistycznej. Po 1953 prezydent Ramon Magsaysay postawił go na czele misji, która negocjowała z władzami USA układ o handlu, nazwany następnie Laurel-Langley Agreement. W 1957 nie wystartował jednak w nowych wyborach senackich, wycofując się z życia publicznego. Zajmował się jedynie rozwojem Lyceum of the Philippines, ufundowanym przez jego rodzinę w 1952.
Obecnie w historiografii filipińskiej dominuje pogląd, że Jose P. Laurel w czasie okupacji japońskiej dbał i ochraniał interesy Filipińczyków wobec okupantów. Przeciwstawiał się też ogłoszeniu stanu wojny z USA i Wielką Brytanią.
W Manili istnieje Jose P. Laurel Memorial Foundation's Library and Museum, otwarte w 1960.

## Odznaczenia
- Order Wschodzącego Słońca I klasy, 1943 – Japonia[1]
- Krzyż Wielki Orderu Izabeli Katolickiej, 1953 – Hiszpania[2]
- Order Zasługi Dyplomatycznej I klasy, 1968 – Korea Południowa[3]
- Order Kalantiao I klasy, 1986 – Filipiny[3]

## Twórczość Jose P. Laurela
- "The Election Law Annoted", Manila 1922
- "Cases on Municipal Corporations", Manila 1924
- "Cases on Constitutional Law", Manila 1925
- "Election Law of the Philippine Islands", Manila 1925
- "Local Government in the Philippine Islands", Manila 1926
- "Political Law Review Questions and Notes", Manila 1926
- "The Law of Elections of the Philippine Islands", Manila 1928
- "Assertive Nationalism: A Collection of Articles and Address on Local Problems", Manila 1931
- "The Election Law", Manila 1931
- "The Election Law and Amendatory Acts", Manila 1931
- "Municipal Problem", Manila 1931
- "Philippine Administrative Law and Practice (An Exposition of Underlying Principles, History and Development in the Philippines, Together with Commentaries on Statutory Provisions in the Light of Adjudicated Cases and Opinions)", Manila 1931
- "Rules on the Appreciation of Ballots: Covering All Decisions of the Philippine Supreme Court on the Subject to Data, Published and Unpublished and Leading Authorities in the U.S., Manila 1934
- "Cases on Constitutional Law", Manila 1936
- "The Constitutional Law of the Philippines", Manila 1936
- "Politico-Social Problems", Manila 1936
- "Three Powers of Government Under the Philippine Constitution", Manila 1936
- "Observations On the Proposed Constitutional Amendments", Manila 1940
- "Procedural Reforms in the Philippines", Manila 1940
- "Philippine Law on Elections", Manila 1940
- "Commentaries on the Moral Code", Manila 1941
- "Una Nacion, Una Corazon, Una Republica. Discurso Improvisado Ante la Junta Especial General de la Sale de Sessiones", Manila 1943
- "Forces That Make a Nation Great", Manila, 1944
- "The Birkenhead Manuscript", Manila 1945
- "Gems of Thought", Manila, 1949
- "Moral and Political Orientation", Manila 1949
- "Education for Filipinos: Address Delivered at the Commencement Exercises", Manila 1952.
- "Bread and Freedom", Manila 1953
- "Moral and Educational Orientation for Filipinos", Manila 1955
- "Our Economy, What Can be Done? (A casual study on the strategy and methods for attaining the Filipinos' economic independence)" Manila 1956
- "Unity for Survival: An Appeal", Manila 1957
- "Thinking for Ourselves", Manila 1958
- "Opportunities and the Darwinian Aspect of Current Political Struggle", Manila 1959
- "The Filipinism of Rizal"
- "Freedom and Nationalism in Vital Speeches"
- "Nacionalismo Afirmativo: Colleccion de Articulos y Discursos Sobre Problemas Nacionales"
- "Opinions of Hon", Jose P. Laurel, t. 1-4
- "War Memoirs", Manila 1980